# Razor-Qt
Razor-qt — це вільне оточення стільниці для X Window System.
Розробники позиціонують Razor-qt як: «сучасне, легке у використанні та швидке оточення стільниці, базоване на технологіях Qt.
Воно було створено спеціально для користувачів, які цінують простоту, швидкість і інтуїтивно зрозумілий інтерфейс. На відміну від більшості оточень стільниці, Razor-Qt прекрасно працює і на слабких комп'ютерах.»
Razor-Qt працює з будь-яким сучасним віконним менеджером, таким як Openbox, FVWM або KWin.
Після того, як розробник LXDE портував PCManFM на Qt (на початку 2013 року), почалися обговорення співпраці між LXDE і Razor-Qt. Результатом об'єднання проектів стала вперше випущена в травні 2014 стільниця LXQt.